# Episodi di Mistero in galleria (seconda stagione)

scena dalla vignetta Witches Feast.

La seconda stagione della serie televisiva Mistero in galleria è andata in onda negli Stati Uniti dal 15 settembre 1971 al 1 marzo 1972 sulla NBC. Durante la stagione, furono prodotte da Jack Laird una serie di vignette comiche di durata variabile, allo scopo d'allungare gli episodi ai 50 minuti richiesti. La vignetta Satisfaction Guaranteed fu aggiunta durante la messa in onda nelle varie emittenti locali.
| nº | Titolo originale                                | Prima TV USA      |
| -- | ----------------------------------------------- | ----------------- |
| 1  | The Boy Who Predicted Earthquakes               | 15 settembre 1971 |
| 1  | Miss Lovecraft Sent Me                          | 15 settembre 1971 |
| 1  | The Hand of Borgus Weems                        | 15 settembre 1971 |
| 1  | Phantom of What Opera?                          | 15 settembre 1971 |
| 2  | A Death in the Family                           | 22 settembre 1971 |
| 2  | The Merciful                                    | 22 settembre 1971 |
| 2  | The Class of '99                                | 22 settembre 1971 |
| 2  | Witches Feast                                   | 22 settembre 1971 |
| 3  | Since Aunt Ada Came to Stay                     | 29 settembre 1971 |
| 3  | With Apologies to Mr. Hyde                      | 29 settembre 1971 |
| 3  | The Flip-Side of Satan                          | 29 settembre 1971 |
| 4  | A Fear of Spiders                               | 6 ottobre 1971    |
| 4  | Junior                                          | 6 ottobre 1971    |
| 4  | Marmalade Wine                                  | 6 ottobre 1971    |
| 4  | The Academy                                     | 6 ottobre 1971    |
| 5  | The Phantom Farmhouse                           | 20 ottobre 1971   |
| 5  | Silent Snow, Secret Snow                        | 20 ottobre 1971   |
| 6  | A Question of Fear                              | 27 ottobre 1971   |
| 6  | The Devil Is Not Mocked                         | 27 ottobre 1971   |
| 7  | Midnight Never Ends                             | 3 novembre 1971   |
| 7  | Brenda                                          | 3 novembre 1971   |
| 8  | The Diary                                       | 10 novembre 1971  |
| 8  | A Matter of Semantics                           | 10 novembre 1971  |
| 8  | Big Surprise                                    | 10 novembre 1971  |
| 8  | Professor Peabody's Last Lecture                | 10 novembre 1971  |
| 9  | House with Ghost                                | 17 novembre 1971  |
| 9  | A Midnight Visit to the Neighborhood Blood Bank | 17 novembre 1971  |
| 9  | Dr. Stringfellow's Rejuvenator                  | 17 novembre 1971  |
| 9  | Hell's Bells                                    | 17 novembre 1971  |
| 10 | The Dark Boy                                    | 24 novembre 1971  |
| 10 | Keep in Touch – We'll Think of Something        | 24 novembre 1971  |
| 11 | Pickman's Model                                 | 1º dicembre 1971  |
| 11 | The Dear Departed                               | 1º dicembre 1971  |
| 11 | An Act of Chivalry                              | 1º dicembre 1971  |
| 12 | Cool Air                                        | 8 dicembre 1971   |
| 12 | Camera Obscura                                  | 8 dicembre 1971   |
| 12 | Quoth the Raven                                 | 8 dicembre 1971   |
| 13 | The Messiah on Mott Street                      | 15 dicembre 1971  |
| 13 | The Painted Mirror                              | 15 dicembre 1971  |
| 14 | The Different Ones                              | 29 gennaio 1971   |
| 14 | Tell David…                                     | 29 gennaio 1971   |
| 14 | Logoda's Heads                                  | 29 gennaio 1971   |
| 15 | Green Fingers                                   | 5 gennaio 1972    |
| 15 | The Funeral                                     | 5 gennaio 1972    |
| 15 | The Tune in Dan's Café                          | 5 gennaio 1972    |
| 16 | Lindemann's Catch                               | 12 gennaio 1972   |
| 16 | The Late Mr. Peddington                         | 12 gennaio 1972   |
| 16 | A Feast of Blood                                | 12 gennaio 1972   |
| 17 | The Miracle at Camafeo                          | 19 gennaio 1972   |
| 17 | The Ghost of Sorworth Place                     | 19 gennaio 1972   |
| 18 | The Waiting Room                                | 26 gennaio 1972   |
| 18 | Last Rites for a Dead Druid                     | 26 gennaio 1972   |
| 19 | Deliveries in the Rear                          | 9 febbraio 1972   |
| 19 | Stop Killing Me                                 | 9 febbraio 1972   |
| 19 | Dead Weight                                     | 9 febbraio 1972   |
| 20 | I'll Never Leave You – Ever                     | 16 febbraio 1972  |
| 20 | There Aren't Any More MacBanes                  | 16 febbraio 1972  |
| 21 | The Sins of the Fathers                         | 23 febbraio 1972  |
| 21 | You Can't Get Help like That Anymore            | 23 febbraio 1972  |
| 22 | The Caterpillar                                 | 1º marzo 1972     |
| 22 | Little Girl Lost                                | 1º marzo 1972     |
| 22 | Satisfaction Guaranteed                         | 22 marzo 1972     |

## The Boy Who Predicted Earthquakes
- Diretto da: John Badham
- Scritto da: Rod Serling e basato sul racconto di Margaret St. Clair

### Trama
Herbie Bittman, un bambino profeta, si rifiuta di continuare ad usare il suo dono quando scopre d'essere in grado di predire solo orribili disastri.
- Interpreti: Clint Howard (Herbie Bittman), Michael Constantine (Wellman) e Bernie Kopell (Reed)

## Miss Lovecraft Sent Me
- Diretto da: Gene R. Kearney
- Scritto da: Jack Laird

### Trama
La giovane Betsy viene assunta come babysitter da un curioso genitore: un vampiro.
- Interpreti: Joseph Campanella (vampiro) e Sue Lyon (Betsy)

## The Hand of Borgus Weems
- Diretto da: John M. Lucas
- Scritto da: Alvin Sapinsley e basato sul racconto di George Langelaan

### Trama
Peter Lacland chiede aiuto ad un chirurgo, dopo essersi reso conto che la sua mano destra è diventata un'entità a sé, la cui volontà è di uccidere.
- Interpreti: George Maharis (Peter Lacland) e Ray Milland (Dr. Archibald Ravdon)

## Phantom of What Opera?
- Diretto da: Gene R. Kearney
- Scritto da: Gene R. Kearney

### Trama
Il fantasma dell'opera scopre di avere molto in comune con la sua vittima.
- Interpreti: Leslie Nielsen (Il fantasma) e Mary Ann Beck (la vittima)

## A Death in the Family
- Diretto da: Jeannot Szwarc
- Scritto da: Rod Serling e basato sul racconto di Miriam Allen DeFord

### Trama
Doran, un giovane assassino ferito, trova rifugio in un'impresa di pompe funebri gestita dal misterioso Jared Soames, un becchino con un rapporto particolare con i corpi sotto le sue cure.
- Interpreti: E.G. Marshall (Jared Soames) e Desi Arnaz Jr (Doran)

## The Merciful
- Diretto da: Jeannot Szwarc
- Scritto da: Jack Laird e basato sul racconto di Charles L. Sweeney Jr.

### Trama
Una moglie decide di mettere fine alle pene del marito murandolo vivo.
- Interpreti: Imogene Coca (moglie) e King Donovan (marito)

## The Class of '99
- Diretto da: Jeannot Szwarc
- Scritto da: Rod Serling

### Trama
1999, una classe intera è pronta per l'esame finale, il quale prevede l'uso di una pistola ed un carattere peculiare per poterla usare...
- Interpreti: Vincent Price (professore), Brandon De Wilde (Johnson) e Randolph Mantooth (Elkins)

## Witches Feast
- Diretto da: Jerrold Freedman
- Scritto da: Gene Kearney

### Trama
Quattro streghe si preparano per il banchetto, ma la portata principale non è quello che ci si aspetta...
- Interpreti: Agnes Moorehead (strega), Ruth Buzzi (strega), Allison McKay (strega) e Fran Ryan (strega)

## Since Aunt Ada Came to Stay
- Diretto da: William Hale
- Scritto da: Alvin Sapinsley e basato sul racconto di A. E. van Vogt

### Trama
Il Professor Craig Lowell sospetta che la zia di sua moglie sia una strega, il cui intento è di prendere possesso del corpo della giovane nipote.
- Interpreti: James Farentino (Craig Lowell), Michele Lee (Joanna Lowell) e Jeanette Nolan (zia Ada)

## With Apologies to Mr. Hyde
- Diretto da: Jeannot Szwarc
- Scritto da: Jack Laird

### Trama
Il Dr. Jekyll prova la nuova pozione, lievemente alcolica, preparatagli dal suo assistente.
- Interpreti: Adam West (Dr. Jekyll - Mr. Hyde) e Jack Laird (assistente)

## The Flip-Side of Satan
- Diretto da: Jerrold Freedman
- Scritto da: Malcolm Marmorsteen, Gerald Sanford e basato sul racconto di Hal Dresner

### Trama
J.J. Wilson, un DJ fallito, viene perseguitato dal proprio passato in una stazione radio deserta.
- Interpreti: Arte Johnson (J.J. Wilson)

## A Fear of Spiders
- Diretto da: John Astin
- Scritto da: Rod Serling e basato sul racconto di Elizabeth Walter

### Trama
Lo spietato estimatore di buona cucina, Justus Walters deve affrontare la propria paura per i ragni, nel peggior modo possibile: uccidere un ragno la cui grandezza continua ad aumentare.
- Interpreti: Patrick O’Neal (Justus Walters) e Kim Stanley (Elizabeth Croft)

## Junior
- Diretto da: Theodore J. Flicker
- Scritto da: Gene R. Kearney

### Trama
Una coppia cerca di far dormire il proprio bambino, ovvero il mostro di Frankenstein.
- Interpreti: Wally Cox (padre) e Bill Svanoe (figlio)

## Marmalade Wine
- Diretto da: Jerrold Freedman
- Scritto da: Jerrold Freedman e basato sul racconto di Joan Aiken

### Trama
Un povero ingenuo attende la fine del temporale insieme ad un recluso e sadico chirurgo.
- Interpreti: Robert Morse (Roger Blacker) e Rudy Vallee (Francis Deeking)

## The Academy
- Diretto da: Jeff Corey
- Scritto da: Rod Serling e basato sul racconto di David Ely

### Trama
Il vedovo Holston visita una scuola militare, nota per i suoi metodi eccessivamente severi, con l'intenzione di verificare se sia il caso di iscrivere il proprio figlio ribelle al programma di addestramento. L'unica domanda davvero importante per Holston riguarda la durata del corso. Il preside dell'accademia garantisce che la permanenza del ragazzo sarà molto, molto lunga.
- Interpreti: Pat Boone (Mr. Holston), Leif Erickson (preside) e Larry Linville (Sloane)

## The Phantom Farmhouse
- Diretto da: Jeannot Szwarc
- Scritto da: Halsted Welles e basato sul racconto di Seabury Quinn

### Trama
Lo psichiatra Joel Winter s'innamora di una misteriosa contadina con un lato animalesco, nella cui fattoria fu ucciso un visitatore da un animale selvaggio...
- Interpreti: David McCallum (Joel Winter) e Linda Marsh (Mildred Squire)

## Silent Snow, Secret Snow
- Diretto da: Gene R. Kearney
- Scritto da: Gene R. Kearney e basato sul racconto di Conrad Aiken

### Trama
Il piccolo Paul Hasleman perde nel giro di poco tempo qualsiasi interesse per la scuola, per i suoi genitori e per il mondo esterno, rifugiandosi nella solitudine della sua stanza, ed immaginando un mondo fantastico fatto solo di neve. Paul finirà per preferire il suo mondo personale a quello reale, considerando anche la possibilità di viverci per sempre.
- Interpreti: Orson Welles (narratore) e Radames Pera (Paul Hasleman)

## A Question of Fear
- Diretto da: Jack Laird
- Scritto da: Theodore J. Flicker e basato sul racconto di Bryan Lewis

### Trama
L'avventuriero Denny Malloy accetta la scommessa di un dottore di nome Mazi: 15,000 dollari per passare la notte in una casa stregata. Nelle prime ore della sua permanenza, Malloy trova nella casa le classiche trappole e trucchi per spaventare la gente ingenua, ma man mano che la notte va avanti una serie di strani fenomeni, per i quali non vi sono spiegazioni, incominciano a manifestarsi.
- Interpreti: Leslie Nielsen (Denny Malloy) e Fritz Weaver (Mazi)

## The Devil Is Not Mocked
- Diretto da: Gene R. Kearney
- Scritto da: Gene R. Kearney e basato sul racconto di Manly Wade Wellman

### Trama
Nei Balcani, una strana figura riceve con gioia al castello il generale nazista von Grunn, la cui permanenza sarà una questione di vita o di morte.
- Interpreti: Helmut Dantine (Generale von Grunn), Francis Lederer (il conte) e Hank Brandt (Kranz)

## Midnight Never Ends
- Diretto da: Jeannot Szwarc
- Scritto da: Rod Serling

### Trama
Ruth Asquith, alla guida di una macchina nel mezzo della notte, decide d'offrire un passaggio al marine Vincent Riley. Il loro viaggio si trasformerà in un incubo già vissuto.
- Interpreti: Robert F. Lyons (Vincent Riley), Susan Strasberg (Ruth Asquith) e Joseph Perry (Joe Bateman)

## Brenda
- Diretto da: Allen Reisner
- Scritto da: Douglas Heyes e basato sul racconto di Margaret St. Clair

### Trama
La giovane Brenda s'innamora di una strana creatura che ha catturato.
- Interpreti: Glenn Corbett (Richard Alden), Laurie Prange (Brenda Alden) e Barbara Babcock (Flora Alden)

## The Diary
- Diretto da: William Hale
- Scritto da: Rod Serling

### Trama
Holly Schaefer, critica televisiva spietata, con le sue recensioni meschine porta al suicidio un'attrice, da cui aveva appena ricevuto un diario. Nel giro di poco tempo Holly incomincia a notare un fenomeno inquietante: ogni disgrazia nella sua vita appare scritta sul diario, ore prima che accada...
- Interpreti: Patty Duke (Holly Schaefer) e David Wayne (Dr. Mill)

## A Matter of Semantics
- Diretto da: Jack Laird
- Scritto da: Gene R. Kearney

### Trama
Il Conte Dracula fraintende la funzione di una banca del sangue.
- Interpreti: Cesar Romero (Dracula) e E. J. Peaker (infermiera)

## Big Surprise
- Diretto da: Jeannot Szwarc
- Scritto da: Richard Matheson

### Trama
Un gruppo di ragazzi segue il suggerimento di un vecchio, scavando una buca vicino ad un albero nella speranza di trovare una grossa sorpresa...
- Interpreti: John Carradine (Il vecchio), Vincent Van Patten (Chris), Marc Vahanian (Jason) e Eric Chase (Dan)

## Professor Peabody's Last Lecture
- Diretto da: Jerrold Freedman
- Scritto da: Jack Laird

### Trama
Il professor Peabody organizza una lezione speciale, completamente incentrata sulle divinità antiche. Durante la lettura delle formule dei riti antichi, una serie di strani fenomeni incomincia a disturbare la lezione...
- Interpreti: Carl Reiner (Peabody), Richard Annis (Mr. Bloch) e Larry Watson (Mr. Derleth)

## House with Ghost
- Diretto da: Gene R. Kearney
- Scritto da: Gene R. Kearney e basato sul racconto di August Derleth

### Trama
Un marito adultero, desideroso di liberarsi della moglie per sempre, affitta una casa stregata con lo scopo di farla impazzire, ma il fantasma non vuole collaborare...
- Interpreti: Bob Crane (Ellis Travers), Jo Anne Worley (Iris Travers) e Bernard Fox (Mr. Canby)

## A Midnight Visit to the Neighborhood Blood Bank
- Diretto da: William Hale
- Scritto da: Jack Laird

### Trama
Il vampiro visita una delle sue 'vittime', il cui sangue è stato già donato alla banca del sangue.
- Interpreti: Victor Buono (vampiro) e Journey Laird (vittima)

## Dr. Stringfellow's Rejuvenator
- Diretto da: Jerrold Freedman
- Scritto da: Rod Serling

### Trama
Ernest Stringfellow, venditore di pozioni da strapazzo del vecchio West, promette ad un disperato contadino la cura per la figlia morente. La condotta di Ernest sarà, per la prima volta, sotto la supervisione di un vero dottore, che non avrà problemi a criticare i suoi discutibili metodi.
- Interpreti: Forrest Tucker (Dr. Ernest Stringfellow), Murray Hamilton (Snyder) e Don Pedro Colley (Rolpho)

## Hell's Bells
- Diretto da: Theodore J. Flicker
- Scritto da: Theodore J. Flicker e basato sul racconto di Harry Turner

### Trama
Randy Miller, spericolato hippie, muore in un violento incidente stradale, e si risveglia all'inferno: una sala d'attesa piena di strambi individui...
- Interpreti: John Astin (Randy Miller), Theodore J. Flicker (il Diavolo) e Jody Gilbert (donna)

## The Dark Boy
- Diretto da: John Astin
- Scritto da: Halsted Welles e basato sul racconto di August Derleth

### Trama
Una maestra incontra uno strano bimbo davanti alla finestra della scuola, che scappa senza dire una parola. Il giorno dopo la maestra incontra il padre del bimbo, un uomo alto e depresso, il cui comportamento strano genera sospetti sulle vere condizioni di suo figlio...
- Interpreti: Elizabeth Hartman (Judith Timm), Gale Sondergaard (Abigail Moore) e Michael Baseleon (Tom Robb)

## Keep in Touch – We'll Think of Something
- Diretto da: Gene Kearney
- Scritto da: Gene Kearney

### Trama
Erik Sutton sogna ogni notte una donna, la cui bellezza continua ad ossessionarlo. Desideroso di sapere se tale persona esiste, Erik denuncia alla polizia il furto della propria auto, descrivendo il ladro come la donna dei suoi sogni. La polizia riuscirà a rintracciare una facoltosa il cui aspetto combacia perfettamente con la descrizione.
- Interpreti: Alex Cord (Erik Sutton), Joanna Pettet (Claire Foster) e Richard O’Brien (Joe Brice)

## Pickman's Model
- Diretto da: Jack Laird
- Scritto da: Alvin Sapinsley e basato sul racconto di Howard Phillips Lovecraft

### Trama
La gentildonna vittoriana Mavis Goldsmith, sviluppa una relazione con il talentuoso e strano pittore Richard Pickman, suo maestro d'arte, i cui quadri rappresentanti grotteschi e mostruosi esseri d'altri mondi sono tutti basati, secondo quanto dice, su modelli reali...
- Interpreti: Bradford Dillman (Richard Upton Pickman), Louise Sorel (Mavis Goldsmith) e Robert Prohaska (il modello)

## The Dear Departed
- Diretto da: Jeff Corey
- Scritto da: Rod Serling e basato sul racconto di Alice-Mary Schnirring

### Trama
Un gruppo di tre veggenti gode un periodo di fortuna, truffando un numero sempre maggiore di persone disperate, finché uno dei tre muore investito da una macchina. Durante una delle solite truffe, per la prima volta un vero spettro si manifesta: lo spettro del loro deceduto collega.
- Interpreti: Steve Lawrence (Mark Bennett), Maureen Arthur (Angela Casey) e Harvey Lembeck (Joe Casey)

## An Act of Chivalry
- Diretto da: Jack Laird
- Scritto da: Jack Laird

### Trama
Un mostro insegna l'importanza dell'etichetta in ascensore.
- Interpreti: Deidre Hall (bionda), Ron Stein (spettro) e Jimmy Cross (passeggero)

## Cool Air
- Diretto da: Jeannot Szwarc
- Scritto da: Rod Serling e basato sul racconto di Howard Phillips Lovecraft

### Trama
La fascinosa Agatha Howard s'innamora dell'eccentrico Dr. Juan Muñoz, collega di suo padre, incapace di vivere al di fuori della propria gelida stanza e sofferente al calore. Incuriosita da tale abitudine, Agatha investigherà il passato del buon dottore, nella speranza di scoprirne l'origine, ma le sue ricerche si bloccheranno quando Muñoz la chiamerà in preda al panico: la temperatura nella stanza del buon dottore ha incominciato ad alzarsi.
- Interpreti: Barbara Rush (Agatha Howard), Henry Darrow (Dr. Juan Muñoz) e Beatrice Kay (Mrs. Gibbons)

## Camera Obscura
- Diretto da: John Badham
- Scritto da: Rod Serling e basato sul racconto di Basil Copper

### Trama
Sharsted, una famigerata famiglia di usurai, è responsabile della rovina di moltissime persone, tra cui l'anziano Gingold, un vecchio aristocratico in possesso di una strana camera telescopica. Durante una delle visite del giovane William Sharsted, Gingold utilizza il suo macchinario per aprire una 'porta' verso il passato, dando a tutte le vittime dei Sharsted una chance per pareggiare i conti.
- Interpreti: Ross Martin (Mr. Gingold), René Auberjonois (William Sharsted Jr.) e John Barclay (Sharsted Sr.)

## Quoth the Raven
- Diretto da: Jeff Corey
- Scritto da: Jack Laird

### Trama
Edgar Allan Poe cerca di scrivere la prima riga della poesia Il corvo.
- Interpreti: Marty Allen (Edgar Allan Poe)

## The Messiah on Mott Street
- Diretto da: Don Taylor
- Scritto da: Rod Serling

### Trama
Abraham Goldman, un vecchio malato, spera di sopravvivere alle feste per rendere felice il nipote. L'angelo della salvezza per Goldman arriverà sotto le vesti di Buckner, un semplice postino, che lo proteggerà dalle gelide mani della morte.
- Interpreti: Edward G. Robinson (Abraham Goldman), Tony Roberts (Dr. Morris Levine) e Yaphet Kotto (Buckner)

## The Painted Mirror
- Diretto da: Gene R. Kearney
- Scritto da: Gene R. Kearney e basato sul racconto di Donald Wandrei

### Trama
Frank Standish, antiquario in crisi, pianifica vendetta contro la sua socia in affari, la signorina Moore, fonte di tutti i suoi guai. Il mezzo di tale vendetta? Uno specchio attraverso cui si può accedere ad un'ostile dimensione aliena.
- Interpreti: Zsa Zsa Gábor (Mrs. Moore), Arthur O’Connell (Frank Standish) e Rosemary DeCamp (Ellen Chase)

## The Different Ones
- Diretto da: John Meredyth Lucas
- Scritto da: Rod Serling

### Trama
Paul Koch, padre depresso, contempla le possibili soluzioni alla deformità orrifica del figlio, tra cui un viaggio spaziale verso un pianeta sconosciuto che risulta essere abitato.
- Interpreti: Dana Andrews (Paul Koch), Monica Lewis (Official) e Jon Korkes (Victor Koch)

## Tell David…
- Diretto da: Jeff Corey
- Scritto da: Gerald Sanford e basato sul racconto di Penelope Wallace

### Trama
Una giovane donna, dopo aver perso la via di ritorno verso casa, incontra  una coppia di giovani capaci di prevedere il futuro; David, il più giovane dei due, le ricorda qualcuno.
- Interpreti: Sandra Dee (Ann Bolt), Jared Martin (David Blessington), Jenny Sullivan (Pat Blessington) e Jan Shutan (Jane Blessington)

## Logoda's Heads
- Diretto da: Jeannot Szwarc
- Scritto da: Robert Bloch e basato sul racconto di August Derleth

### Trama
Nella giungla africana, un gruppo di esploratori incontra uno stregone sospettato di aver ucciso uno dei loro. Strane dicerie sulle abilità di quest'uomo riguardano un particolare trattamento delle teste dei suoi nemici.
- Interpreti: Patrick Macnee (Maggiore Crosby), Brock Peters (Logoda) e Denise Nicholas (Kyro)

## Green Fingers
- Diretto da: John Badham
- Scritto da: Rod Serling e basato sul racconto di R. C. Cook

### Trama
Michael J. Saunders, spietato imprenditore immobiliare, è disposto a tutto per poter mettere le mani sulla proprietà di Mrs. Bowen, una vecchia eccentrica ossessionata dal suo giardino. Quando Saunders ricorre alla forza per rimuoverla scopre, con suo orrore, la forza di questo strano legame.
- Interpreti: Cameron Mitchell (Michael J. Saunders), Elsa Lanchester (Mrs. Bowen) e Michael Bell (Ernest)

## The Funeral
- Diretto da: John Meredyth Lucas
- Scritto da: Richard Matheson

### Trama
Un gruppo di mostri organizza un funerale speciale per uno di loro.
- Interpreti: Joe Flynn (Morton Silkline), Werner Klemperer (Ludwig Asper) e Harvey Jason (Morrow)

## The Tune in Dan's Café
- Diretto da: David Rawlins
- Scritto da: Gerald Sanford, Garrie Bateson e basato sul racconto di Shamus Frazer

### Trama
I Bellman, pronti al divorzio, si fermano in un locale semi abbandonato in cui rimane solo il proprietario, Dan. Desiderosi per un poco di musica, accendono il jukebox, il quale continua ad incantarsi sulla stessa canzone. Secondo Dan, la canzone riflette il momento in cui una coppia infelice morì nel suo locale.
- Interpreti: Pernell Roberts (Joe Bellman), Susan Oliver (Kelly Bellman) e James Nusser (Dan)

## Lindemann's Catch
- Diretto da: Jeff Corey
- Scritto da: Rod Serling

### Trama
L'imbarcazione di Hendrick Lindemann cattura una sirena. L'intero equipaggio è a favore dell'idea di sfruttare la creatura come fenomeno da baraccone, mentre Lindemann ha i suoi dubbi, provando pietà nei suoi confronti.
- Interpreti: Stuart Whitman (Hendrick Lindemann), Jack Aranson (Dr. Mordecai Nichols) e Annabelle Garth (La sirena)

## The Late Mr. Peddington
- Diretto da: Jeff Corey
- Scritto da: Jack Laird e basato sul racconto di Frank Sisk

### Trama
Thaddeus Conway, becchino alcolizzato, riceve la visita di Cora Peddington, una vedova desiderosa di organizzare il funerale più economico possibile per il marito, avanzando una serie di strane richieste.
- Interpreti: Harry Morgan (Thaddeus Conway), Kim Hunter (Cora Peddington) e Randy Quaid (John)

## A Feast of Blood
- Diretto da: Jeannot Szwarc
- Scritto da: Stanford Whitmore e basato sul racconto di Dulcie Gray

### Trama
Sheila Gray e Mrs. Gray ricevono una serie di grottesche e indesiderate avance da parte di un vecchio di nome Henry Mallory. Ogni rifiuto viene seguito da proposte e regali sempre più disgustosi.
- Interpreti: Sondra Locke (Sheila Gray), Norman Lloyd (Henry Mallory) e Hermione Baddeley (Mrs. Gray)

## The Miracle at Camafeo
- Diretto da: Ralph Senensky
- Scritto da: Rod Serling e basato sul racconto di C. B. Gilford

### Trama
Charlie Rogan, investigatore assicurativo, segue i Melcor, una coppia di truffatori, in una missione dove la gente viene miracolosamente curata da qualsiasi male. Gay Melcor, coinvolto in un incidente con un autobus, si era finto paralitico per poter incassare il milione di dollari dell'assicurazione, ed ora spera di poter simulare un miglioramento grazie ad un miracolo; ma le cose andranno diversamente.
- Interpreti: Harry Guardino (Charlie Rogan), Julie Adams (Gay Melcor) e Ray Danton (Joe Melcor)

## The Ghost of Sorworth Place
- Diretto da: Ralph Senensky
- Scritto da: Alvin Sapinsley e basato sul racconto di Russell Kirk

### Trama
Durante una visita in piccolo villaggio, Ralph Burke, un turista americano, rimane colpito dal fascino della giovane Ann Loring, una ragazza eccentrica su cui girano voci riguardanti la scomparsa del marito. Burke decide di farle visita, e scopre che la casa di Ann è infestata dallo spettro del marito.
- Interpreti: Richard Kiley (Ralph Burke), Jill Ireland (Ann Loring) e Mavis Neal Palmer (Mrs. Ducker)

## The Waiting Room
- Diretto da: Jeannot Szwarc
- Scritto da: Rod Serling

### Trama
Vecchio West, in uno squallido saloon un gruppo di pistoleri gioca nervosamente a carte attendendo il momento in cui ognuno di loro sarà costretto ad uscire. Sam Dichter, il nuovo arrivato, si chiede cosa sia esattamente la fonte di tutto questo nervosismo.
- Interpreti: Steve Forrest (Sam Dichter), Albert Salmi (Joe Bristol), Buddy Ebsen (Doc Soames), Jim Davis (Abe Bennett), Lex Barker (Charlie McKinley), Larry Watson (Kid Max) e Gilbert Roland (barista)

## Last Rites for a Dead Druid
- Diretto da: Jeannot Szwarc
- Scritto da: Alvin Sapinsley e basato sul racconto di Hazel Heald

### Trama
Convinta dall'amica Miltred, Jenny Tarraday compra una vecchia statua raffigurante uno stregone, il cui aspetto è simile a quello di suo marito Bruce. L'incredibile somiglianza turba Bruce, il quale comincia a comportarsi in modo strano ogni volta che si avvicina alla grottesca effigie.
- Interpreti: Bill Bixby (Bruce Tarraday), Carol Lynley (Jenny Tarraday) e Donna Douglas (Mildred McVane)

## Deliveries in the Rear
- Diretto da: Jeff Corey
- Scritto da: Rod Serling

### Trama
John Fletcher, professore di anatomia, si serve di un poco di buono per ottenere corpi freschi da usare nelle sue lezioni. L'atto, per quanto ignobile, non sembra turbarlo finché un giorno il cadavere sul suo tavolo si rivela essere quello di...
- Interpreti: Cornel Wilde (Dr. John Fletcher), Rosemary Forsyth (Barbara Bennett) e Walter Burke (Jameson)

## Stop Killing Me
- Diretto da: Jeannot Szwarc
- Scritto da: Jack Laird e Hal Dresner

### Trama
Frances Turchin sospetta che suo marito voglia ucciderla, ma il vero problema è come dimostrarlo alla polizia.
- Interpreti: Geraldine Page (Frances Turchin) e James Gregory (Stanley Bevelow)

## Dead Weight
- Diretto da: Timothy Galfas
- Scritto da: Jack Laird e basato sul racconto di Jeffry Scott

### Trama
Un rapinatore chiede all'esperto Bullivant il mezzo per una fuga sicura dal paese; quest'ultimo lo rassicura dicendo d'essere il migliore a portare cose e persone verso la loro meta...
- Interpreti: Jack Albertson (Bullivant) e Bobby Darin (Landau)

## I'll Never Leave You – Ever
- Diretto da: Daniel Haller
- Scritto da: Jack Laird e basato sul racconto di Rene Morris

### Trama
In modo da poter finalmente vivere con il suo amante, una giovane donna sposata con un vecchio morente, decide di velocizzare la sua dipartita con l'aiuto del vudù.
- Interpreti: Lois Nettleton (Moragh), John Saxon (Ianto) e Royal Dano (Owen)

## There Aren't Any More MacBanes
- Diretto da: John Newland
- Scritto da: Alvin Sapinsley e basato sul racconto di Stephen Hall

### Trama
Andrew MacBane è desideroso di poter godere dell'eredità dello zio, ma questi è ancora vivo. Pronto a rettificare la situazione, Andrew si serve di un demone, il quale a lavoro finito rifiuta di andarsene.
- Interpreti: Joel Grey (Andrew MacBane), Howard Duff (Uncle Arthur Porter) e Darrell Larson (Elie Green)

## The Sins of the Fathers
- Diretto da: Jeannot Szwarc
- Scritto da: Halsted Welles e basato sul racconto di Christianna Brand

### Trama
Nel Galles medievale nemmeno un'orribile epidemia non riesce a fermare uno dei più infami riti: mangiare i peccati, ovvero organizzare un banchetto attorno al corpo del defunto e cibarsi non solo delle pietanze ma anche dei suoi peccati.
- Interpreti: Geraldine Page (Mrs. Evans), Richard Thomas (Ian Evans) e Barbara Steele (Craighill)

## You Can't Get Help like That Anymore
- Diretto da: Jeff Corey
- Scritto da: Rod Serling

### Trama
In un futuro non poco lontano la servitù è completamente fatta di androidi. I signori Fulton, spietati ricchi snob, abusano e maltrattano i loro servitori, ma tra gli androidi incomincia a nascere il desiderio di difendersi.
- Interpreti: Cloris Leachman (Mrs. Fulton), Broderick Crawford (Joe Fulton) e Lana Wood

## The Caterpillar
- Diretto da: Jeannot Szwarc
- Scritto da: Rod Serling e basato sul racconto di Oscar Cook

### Trama
Isola del Borneo 1890, Stephen Macy è vittima della più comune delle pene amorose: è innamorato perdutamente di una donna sposata. La bellissima Mrs. Rhona Warwick è disposta a tutto pur di poter mantenere un matrimonio felice con il proprio marito, nonostante sia molto più vecchio di lei, e perciò rifiuta freddamente le attenzioni di Stephen. Disperato, Macy si rivolge a Tommy Robinson, un disonesto trafficante, il quale gli suggerisce un metodo pulito per liberarsi del proprio rivale in amore: introdurre nel suo orecchio un bruco carnivoro.
- Interpreti: Laurence Harvey (Stephen Macy), Joanna Pettet (Rhona Warwick) e John Williams (dottore)

## Little Girl Lost
- Diretto da: Timothy Galfas
- Scritto da: Stanford Whitmore e basato sul racconto di E. C. Tubb

### Trama
Dopo la morte della propria figlia in un incidente, il professor Putman è rimasto mentalmente instabile, mettendo prematuramente fine al proprio lavoro su un nuovo tipo di bomba. I rappresentanti del governo, desiderosi di conoscere il risultato, decidono di risvegliare nel professore il ricordo della figlia convincendolo che sia ancora viva, nella speranza che riprenda il proprio esperimento. Le conseguenze saranno catastrofiche.
- Interpreti: Ed Nelson (Tom Burke), William Windom (Professor Putman) e Ivor Francis (Dr. Charles Cottrell)

## Satisfaction Guaranteed
- Diretto da: Jeannot Szwarc
- Scritto da: Jack Laird

### Trama
Un'agenzia di collocamento è costretta a soddisfare il più difficile cliente di tutti i tempi.
- Interpreti: Victor Buono (Cliente) e Cathleen Cordell (Mrs. Mount)
- Note: questa breve sequenza fu aggiunta alla serie durante le repliche